# Статут Великого князівства Литовського 1529 року
Статут Великого князівства Литовського 1529 року (також — Перший литовський статут, Старий литовський статут) — загальнодержавний звід законів Великого князівства Литовського, перша у тогочасній Європі офіційна кодифікація усіх галузей світського права. Статут містив норми як публічного, так і приватного права: державного, адміністративного, цивільного, кримінального, судово-процесуального тощо.
Необхідність ухвалення Статуту була зумовлена соціально-економічними і політичними процесами становлення станової монархії, а також ускладненням міжнародного становища Великого князівства Литовського, котре потребувало зміцнення політичної цілісності держави. 
У створенні сталих, чинних незалежно від зміни володарів, законів була зацікавлена насамперед шляхта. Головним супротивником унормування були пани — князі й магнати, які звикли маніпулювати волею монарха у власних інтересах. Створення письмових правил, обов'язкових для виконання всіма, обмежувало свободу їхнього маневру. Самі володарі при цьому схилялися то до однієї, то до іншої позиції. Саме тому підготовка Статуту розтягнулася на кілька десятиліть.
Статут 1529 року діяв до 1 березня 1566 року, а відтоді був замінений оновленою його редакцією — т. зв. Другим литовським статутом.

## Історія підготовки проєкту Статуту
До початку XVI ст. у Великому князівстві Литовському був відсутній збірник законів, який би виконував роль єдиного права для усієї держави. Великі князі обмежувалися привілеями, тобто листами із підтвердженням «старовинних прав» шляхти окремих земель. Найстаріший з таких документів був виданий великим князем Казимиром у 1440 році новогорудцям, у 1441 — жемайтціям, у 1442 — смолянам. Датування київського привілею залишається предметом дискусій серед дослідників.
В 1447 році великий князь видав «загальноземський» привілей. Проте й він мав персональний характер — фактично це була письмова обіцянка конкретного великого князя, дотримуватися якої його спадкоємці формально були не зобов'язані.
В 1501 році великий князь Олександр, підтверджуючи земський привілей для Волині оголосив, що діятиме той тимчасово, «допоки права статуту у вітчизні нашій встановимо». При цьому підкреслив, що цей статут діятиме в межах усієї держави та стосуватиметься всіх земель без винятку. Але нічого для виконання цієї настанови не зробив.
На Віленському сеймі 1514 року шляхта сама звернулася до князя, щоб той видав «права писані», котрі б підтвердили давні привілеї шляхетського стану. Однак, вище керівництво князівства не забезпечило жодних заходів, аби втілити це прохання. Великі магнати зосереджували у своїх руках усю повноту влади на місцях, тому не були зацікавлені у її законодавчому обмеженні.
На Гродненському сеймі 1522 року стани сейму знову звернулися до господаря литовського з просьбою видати письмові закони. Лише після цього великий князь з панами-радою вирішили розпочати кодифікаційний процес і доручити розробку майбутнього документу.
Подробиці обговорення проєкту і сам його текст 1522 року не дійшли до нас. Припускають, що редакція законопроєкту 1522 року була створена у великокнязівській канцелярії під керівництвом канцлера великого литовського Миколая Радзивілла Молодшого та його брата, земського маршалка князя Януша Радзивілла.
Планувалося видати цей закон вже у грудні 1522, а згодом, дата набрання ним чинності переносилася до схвалення на сеймі в Бересті (1524), однак редагування проєкту статуту, доручене великому канцлеру та віленському воєводі Альбрехту Гаштольду, тривало аж до 1529 року.
Зрештою на Віленському сеймі 1528—1529 років текст закону було остаточно прийнято, і він став діючим правом з 29 вересня 1529 року.

## Видання та дослідження

### Видання
- Статут Великого княжества Литовского 1529 года / Акад. наук БССР, Отд. правовых наук; под ред. К. И. Яблонскиса; подгот. П. Ф. Крапивин; пер.: К. И. Яблонскис [и др.]. — Минск: Изд-во Акад. наук БССР, 1960. — 253 с. (link)
- Статути Великого князівства Литовського: у 3-х томах. Том 1: Статут Великого князівства Литовського 1529 року / Ред. С. Ківалов та ін. — Одеса: Юридична література, 2002. — 464 с.

### Дослідження
- Jonynas I. Pirmasis Lietuvos Statutas 400 metų sukaktuvių proga. — Kaunas 1930.
- Koranyi K.[pl] O niektórych postanowieniach karnych Statutu Litewskiego z. r. 1529 // Księga pamiątkowa ku uczczeniu czterechsetnej rocznicy wydania pierwszego Statutu Litewskiego. — Wilno, 1935. — S. 123—157.
- Литовский статут 1529 г. и его источники // в кн.: Пичета В. И. Белоруссия и Литва XV—XVI вв.: исследования по истории социально-экономического, политического и культурного развития. — М.: Изд. АН СССР, 1961. — 815 с. — С. 503—521.
- Первый Литовский Статут (1529 г.) = Pirmasis Lietuvos Statutas (1529 m.) / С. Лазутка, И. Валиконте, Э. Гудавичюс. — Вильнюс: Марги раштай, 2004. —522 с.
- Статут Вялікага княства Літоўскага 1529 года — падмурак развіцця беларускай дзяржаўнасці i канстытуцыяналізму (да 480-годдзя прыняцця): зб. навук. арт. — Мінск: РІВШ БДУ, 2009.
- Irena Valikonytė. Pirmasis Lietuvos Statutas Žemaitijoje.
- Lithuanian Constitutionalism: The Past and the Present. Vilnius, 2017.